# Josefstag

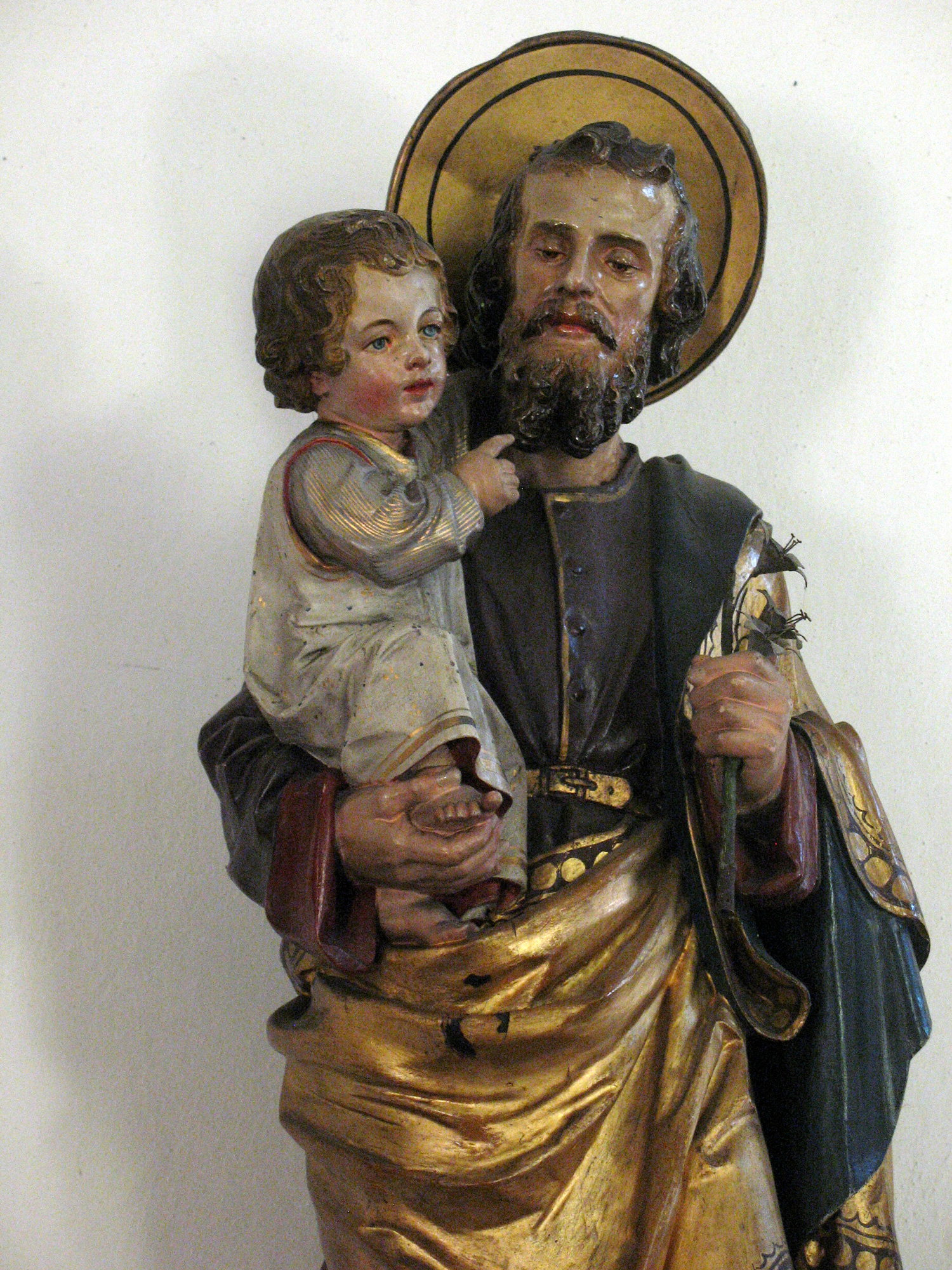
Statue des hl. Josef in der Pfarrkirche von Atzwang, Südtirol

Der Josefstag (auch (Sankt) Josephstag, Joseftag oder Josefitag) ist im Kirchenjahr der römisch-katholischen Kirche das Hochfest des hl. Josef am 19. März. In Bayern, Österreich und Südtirol wird der Tag Josefi, in der Schweiz auch Seppitag, in Österreich selten auch Josephinentag genannt.
Die besondere Verehrung des heiligen Josef, des Bräutigams der Gottesmutter, entwickelte sich im Mittelalter. Der 19. März als Datum findet sich zuerst im 12. Jahrhundert. 1870 erklärte Papst Pius IX. den hl. Josef zum Schutzpatron der ganzen Kirche.
Der hl. Josef ist nach seinem aus der Bibel überlieferten Beruf als Zimmermann auch der Patron der Arbeiter, insbesondere der Handwerker, hier wiederum der Zimmerleute und Schreiner. Außerdem gilt er auch als Schutzpatron der jungfräulichen Menschen und der Ehe.
Das Fest des hl. Josef am 19. März findet sich auch im Evangelischen Namenkalender und im anglikanischen Common Worship.
Als Reaktion der katholischen Kirche auf die Arbeiterbewegung wird neben dem Hochfest im März am 1. Mai das Fest des hl. Josefs des Arbeiters begangen, mit dem der hl. Josef geehrt, aber auch die Würde der menschlichen Arbeit verdeutlicht werden soll. Der Gedenktag wurde von Papst Pius XII. im Jahr 1955 eingeführt.
In Italien, Spanien, Liechtenstein und Honduras wird am Josefstag auch der Vatertag begangen, ebenso in Portugal.

## Gesetzlicher Feiertag
Der Josefstag ist gesetzlicher Feiertag in bestimmten überwiegend katholisch bevölkerten Kantonen der Schweiz (kantonsweit: Nidwalden, Schwyz, Tessin, Uri, Wallis; einzelne Gemeinden: Graubünden, Luzern, Solothurn, Zug) und im Fürstentum Liechtenstein sowie in Kolumbien. In Spanien ist der Josefstag in den autonomen Gemeinschaften Murcia und Valencia gesetzlicher Feiertag. In den österreichischen Bundesländern Vorarlberg, Tirol, Kärnten und Steiermark ist zwar schulfrei, viele Landesämter sind geschlossen, es ist aber kein gesetzlicher Feiertag.
Nach dem Zweiten Weltkrieg wurde der Josefstag zunächst in den deutschen Ländern Baden und Bayern wieder als gesetzlicher Feiertag eingeführt, nachdem die Nationalsozialisten das Feiertagswesen reichseinheitlich geregelt hatten. Mit einem neuen Feiertagsgesetz für Baden-Württemberg entfiel er zunächst in Baden, bis er 1969 auch in Bayern abgeschafft wurde. Der Verein Königlich-Bayerische-Josefspartei setzt sich für die gesetzliche Wiedereinführung des Feiertags ein.
In Italien war der Josefstag bis zur Abschaffung 1977 gesetzlicher Feiertag. Dem römischen Parlament liegen mehrere Gesetzesentwürfe vor, die die Wiedereinführung des gesetzlichen Feiertages vorsehen. Viele Senatoren und Abgeordnete haben bereits mitunterzeichnet und auch dem ehemaligen Ministerpräsidenten Romano Prodi war es ein Anliegen. Im Kabinett Berlusconi IV (2008–2011) wurden über 14 Gesetzesentwürfe eingebracht, die die Wiedereinführung des Josefstages und weiterer 1977 abgeschaffter gesetzlicher Feiertage vorsahen, etwa Fronleichnam und Christi Himmelfahrt sowie Peter und Paul. Viele italienische Kardinäle und Bischöfe begrüßen bzw. begrüßten das Vorhaben, ebenso der frühere Papst Benedikt XVI. Im Südtiroler Landtag wurde bereits mehrfach ein diesbezüglicher Begehrensantrag mehrheitlich genehmigt. Bisher blieben diese Bemühungen ergebnislos. Auch im Kabinett Conte und Draghi (2018–2021) wurden wiederum acht diesbezügliche Gesetzesentwürfe eingebracht.

## Wetterregeln
Für diesen Tag sind Bauernregeln überliefert:
- „Ein schöner Josefstag ein gutes Jahr verheißen mag.“
- „Ist’s am Josephstag klar, folgt ein fruchtbar’ Jahr!“[11]
- „Ist’s Josef klar, gibts ein gutes Honigjahr.“
- „Wenn’s erst einmal Josefi is’, so endet auch der Winter g’wiss.“

## Brauchtum
In Deutschland wird Tabak traditionell am Josefstag ausgesät. Der Tag gilt als Beginn der Wachstumsperiode.
In Bayern erfolgt an Josefi traditionell der Starkbieranstich, der während der Fastenzeit die Starkbierzeit mit ihren Festen einläutet. Bekannt ist etwa der Starkbieranstich auf dem Nockherberg.